# Rubus doerrii
Rubus doerrii är en rosväxtart som beskrevs av Heinrich E. Weber. Rubus doerrii ingår i släktet rubusar, och familjen rosväxter. Inga underarter finns listade i Catalogue of Life.